# Nicolas Canteloup
Pour les articles homonymes, voir Canteloup.
Nicolas Canteloup, né le 4 novembre 1963 à Mérignac (Gironde), est un humoriste et imitateur français. Il débute en tant qu'animateur au Club Med au début des années 1990 puis à la radio et à la télévision. En tant qu'humoriste et imitateur, il apparaît dans de nombreuses émissions télévisées (principalement dans l'émission C'est Canteloup, après le JT de TF1, qu'il anime avec Nikos Aliagas puis Alessandra Sublet et aujourd'hui Hélène Mannarino) et se produit également sur scène.

## Biographie

### Formation et débuts professionnels
Originaire de Mérignac en Gironde, Nicolas Canteloup étudie au lycée Fernand Daguin avant de passer deux ans au centre UCPA de Segonzac en Corrèze afin de préparer et passer haut la main le monitorat d'équitation, répondant à sa passion pour les chevaux,. Il offrira là un de ses premiers one-man show, imitant surtout les voisins et ses copains. Il est recruté en 1991 par le Club Med de Pompadour en tant que GO (gentil organisateur) pour exercer ce métier le jour et animer le Monitor's Show la nuit.
D'autre part, Nicolas Canteloup est diplômé de l'École nationale d'équitation de Saumur (Maine-et-Loire) et monte à cheval tous les jours.

### 1995-2011
De juillet 1995 à 2011, il imite pour les Guignols de l'info sur Canal+ une quarantaine de voix,. La toute première apparition à la télévision française de Nicolas Canteloup est dans l'émission Drôle de scène le 21 novembre 2001 sur M6,[réf. souhaitée] , et en 2003 il accède à la notoriété en participant de nombreuses fois, jusqu'en 2011, à l'émission Vivement dimanche prochain de Michel Drucker, diffusée les dimanches en fin d'après-midi sur la chaîne de télévision France 2 . En 2005 il se produit sur scène à l'Olympia, au Palais des Glaces et en tournée dans toute la France.
En septembre 2007, il n'y intervient qu'une semaine sur deux en alternance avec Anne Roumanoff[précision nécessaire]. Il est entendu depuis 2005 du lundi au vendredi lors de la matinale d'Europe 1 en compagnie de « Julie d'Europe 1 » pour La Revue de presque. Les sketches qu'il interprète sont écrits par Philippe Caverivière, Laurent Vassilian et Arnaud Demanche et sont produits par Jean-Marc Dumontet. Le 5 avril 2008 France 2 lui consacre une émission en première partie de soirée intitulée Canteloup, y es-tu ?. Il est également parti en tournée en 2008 pour son nouveau spectacle 2e Couche. Un reportage lui est consacré le 26 février 2009 dans l'émission hebdomadaire Envoyé spécial diffusée sur France 2 ; le 12 juin 2010 la chaîne retransmet en direct, à 20 h 35, la dernière représentation de ce spectacle se déroulant à la cité des congrès de Nantes.

### Années 2010
Le 25 novembre 2010, une journée spéciale lui est consacrée sur Europe 1 à l'occasion de sa 1000e Revue de presque. Ce jour-là il participe à toutes les émissions de la station et annonce l'heure tout au long de la journée en imitant de nombreuses personnalités.

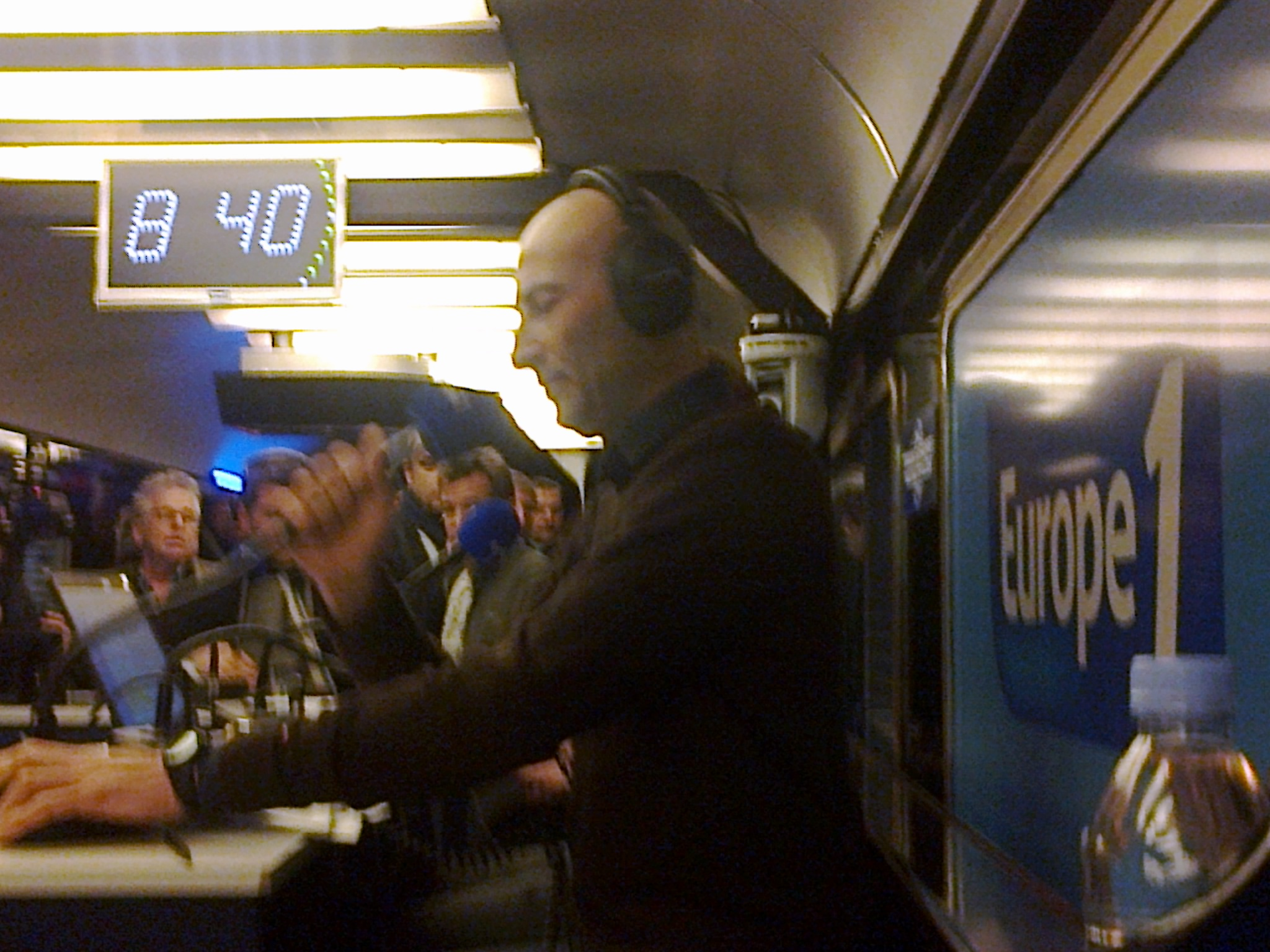
Nicolas Canteloup lors de la matinale d'Europe 1 en Gare de Lyon à Paris le 21 mars 2014.

Le 30 janvier 2011 Michel Drucker l'invite à l'émission Vivement dimanche qui lui est entièrement consacrée. De 2011 à 2013 il est en tournée avec son spectacle Nicolas Canteloup n'arrête jamais. Il y mêle imitations de célébrités, musique et parodies. Il se produit à l'Olympia du 9 au 24 avril 2011. Après avoir tenté de le faire démissionner des Guignols de l'info, Canal+ décide de le licencier avant le début de Après le 20H c'est Canteloup sur TF1 malgré l'absence de clause d'exclusivité dans son contrat,,. 
Du 10 octobre 2011 au 18 mai 2012 il anime avec Nikos Aliagas l'émission Après le 20H c'est Canteloup sur TF1, un faux journal télévisé dans lequel l'humoriste parodie l'actualité,. À la suite d'une bonne audience dès sa première saison, l'émission est de nouveau diffusée en une deuxième saison à partir du 8 octobre 2012,. Lors d'une entrevue en juin 2012 avec Le Parisien, Canteloup explique, après l'arrêt de l'émission en mai 2012, qu'il regrette de se séparer de Nikos Aliagas, et admet qu'ils ont « toujours été très libres » et qu'ils n'avaient « jamais eu la moindre indication ou la moindre remontrance de la part de la chaîne. La seule consigne était de ne pas rouler pour un candidat ».
À partir du 7 octobre 2013 Nicolas Canteloup est de retour avec Nikos Aliagas. La troisième saison de l'émission change de nom : Après le 20H c'est Canteloup devient C'est Canteloup. L'émission est programmée quotidiennement à 20 h 45 sur TF1.
En 2012 il intègre la troupe des Enfoirés avec M. Pokora et Shy'm.
Le 8 février 2017, Nicolas Canteloup est accusé de dérapage et d'homophobie lors d'un sketch en direct dans la matinale d'Europe 1. Il exprimera ses regrets à la suite de nombreuses protestations.

### Années 2020
Le 22 juillet 2021, à la surprise générale, Jean-Marc Dumontet, producteur historique de Nicolas Canteloup, annonce sur Twitter qu'après 16 ans dans la matinale sur Europe 1 l’imitateur ne poursuivra pas sa chronique de La Revue de Presque, comme prévu initialement dans son dernier contrat.
Dans ce communiqué, Dumontet remercie Europe 1 et ses directeurs pour toute la bienveillance qu'ils ont montrée envers l'imitateur et ses équipes. Le producteur remercie également Julie Leclerc, complice de toujours de l'humoriste.
Ce départ précipité et inattendu n'est pas expliqué par Jean-Marc Dumontet, mais beaucoup y voient un lien avec l'arrivée de Vincent Bolloré à la tête d'Europe 1. La radio détenue historiquement par la famille Lagardère est passée sous le contrôle du riche industriel. Canteloup s'était moqué ouvertement de ce changement de pavillon et de la grève des salariés d'Europe 1. Le nouvel actionnaire n'a par ailleurs pas reconduit de nombreuses icônes de la station, en faveur de journalistes de Canal + et CNews, qui sont sa propriété également.
Par ailleurs, l'émission C'est Canteloup poursuit sa 13e édition 2023-2024.

### Équitation
En 2016, Nicolas Canteloup est vice-champion de France major des plus de 40 ans, dans la catégorie concours complet.

## Distinctions
- Chevalier de l'ordre des Arts et des Lettres (2007)[17]

## Spectacles et cinéma

### Sur scène
- 2001 : Tous des guignols
- 2002 : Méfiez-vous des imitations
- 2004 - 2005 : Nicolas Canteloup au palais des glaces
- 2008 à 2010 : 2e Couche
- 2011 à 2013 : Nicolas Canteloup n'arrête jamais

### Filmographie
- 2020 : I Love You coiffure (téléfilm) de Muriel Robin : M. Pralon